# Праляк, Слободан
Слобо́дан Пра́ляк (хорв. Slobodan Praljak; 2 января 1945 — 29 ноября 2017) — боснийско-хорватский инженер, кинорежиссёр, бизнесмен, писатель и отставной генерал Сухопутных войск Хорватии и Хорватского совета обороны, армии Хорватской республики Герцег-Босна.
В 2013 году был одним из шести боснийско-хорватских политиков, которых Международный трибунал по бывшей Югославии признал виновными в военных преступлениях в ходе хорватско-боснийского конфликта. Приговорён к 20 годам тюремного заключения. Подал апелляцию, которая была отклонена 29 ноября 2017 года. Услышав решение суда, заявил о своей невиновности и принял яд — цианистый калий. В тот же день умер в больнице.

## До войны
Слободан Праляк родился 2 января 1945 в городе Чаплина. Его отец Мирко работал в Службе государственной безопасности Югославии (УДБА). Праляк получил в Загребском университете два высших образования: в 1970 году он получил диплом электротехнического факультета, а в 1971 — факультета гуманитарных и общественных наук. Третье высшее образование он получил в Загребской академии драматического искусства, которую окончил в 1972 году. Работал вначале руководителем лаборатории электроники в технической школе им. Николы Теслы в Загребе, а с 1972 — свободным художником. Кроме того, работал директором театров в Загребе, Осиеке и Мостаре. Был режиссёром телевизионного сериала «Блесан и Тулипан», драм «Шутка над Станцем» и «Саргассово море», документальных фильмов «Смерть собаки» (1980), «Санджак» и «Табак» (оба 1990) и художественного фильма «Возвращение Катерины Кожул» (1989).

## На войне
В 1991 году, после начала Войны в Хорватии, Праляк добровольно вступил в Вооружённые силы Хорватии. Сформированная им часть, состоявшая из деятелей искусства и интеллектуалов, удерживала позиции в Суне. Несмотря на отсутствие военного образования, Праляк успешно удерживал позиции против технически лучше оснащённых частей Югославской народной армии и Вооружённых сил Сербской Краины. После того как в январе 1992 года было подписано Сараевское соглашение о прекращении огня, Праляк получил звание генерал-майора, ряд обязанностей в Министерстве обороны Хорватии, стал одним из 14 членов Хорватского совета обороны (ХСО) и вошёл в Хорватскую государственную комиссию по отношениям с UNPROFOR. Он был Верховным Представителем Министерства обороны, а с 13 мая 1993 года — представителем Министерства обороны в Хорватской республике Герцег-Босна и в ХСО.
С 24 июля 1993 года Праляк занимал должность начальника штаба ХСО. Известно его распоряжение пропустить в Мостар гуманитарный конвой УВКБ, остановленный в городе Читлук. В ноябре 1993 года Праляк вступил в конфликт с командиром «карательного батальона» Младеном Нателичем, в результате чего оставил пост начальника штаба.
Впоследствии он был обвинен в том, что 9 ноября 1993 года приказал разрушить в Мостаре исторический Старый мост, что «причинило непропорциональный ущерб мусульманскому гражданскому населению». Сам Праляк отрицал свою вину, заявляя, что утром того дня был отстранён от командования штабом. Он утверждал, что мост был снесён путём активации взрывного заряда, установленного на левом берегу Неретвы Армией Республики Босния и Герцеговина. 

## После войны
После войны Праляк женился, усыновил двух маленьких детей жены, Николаса и Наташу (своих детей у него не было), и основал компанию Oktavijan, занимавшуюся операциями с недвижимостью. С 2005 года компанией руководит его приёмный сын Николас Бабич Праляк. Годовой доход составляет около 20 миллионов кун. Также Праляк был совладельцем табачной фабрики в Любляне.

## Суд
Праляк был среди шести обвиняемых Международным уголовным трибуналом по бывшей Югославии (МТБЮ) в отношении Хорватской Республики Герцег-Босния. 5 апреля 2004 года он добровольно сдался и был передан МТБЮ. В обвинительном заключении утверждалось, что Праляк в качестве высокопоставленного военного должностного лица прямо или косвенно командовал вооруженными силами Герцег-Боснии (ХСО), которые совершили массовые военные преступления против боснийского мусульманского населения в 8 муниципалитетах Боснии и Герцеговины во время совместной преступной деятельности в 1992 и 1994 годах. 6 апреля, решив защищаться без адвоката, он предстал перед МТБЮ. 
Праляк был признан виновным по следующим обвинениям (из пресс-релиза ООН 2004, 2017):
- четыре пункта обвинения в серьезных нарушениях Женевских конвенций (умышленное убийство; незаконная депортация, перемещение и удержание гражданского лица; бесчеловечное обращение; разрушение и присвоение собственности, не оправданное военной необходимостью и совершенное незаконно и бессмысленно);

- шесть пунктов обвинения в нарушении законов или обычаев войны (жестокое обращение; незаконный труд; разрушение или умышленное повреждение религиозных или образовательных учреждений; разграбление государственной или частной собственности; незаконное нападение на гражданское население; незаконное причинение террора мирному населению);

- пять пунктов обвинения в преступлениях против человечности (преследование по политическим, расовым и религиозным мотивам; убийства; тюремное заключение; бесчеловечные действия)[17][18].

Судебный процесс начался 26 апреля 2006 года. 29 мая 2013 года Судебная палата приговорила его к 20 годам лишения свободы (в приговоре учитывалось время, которое он уже провел под стражей), а 28 июня 2013 года Праляк подал апелляцию. 29 ноября 2017 года судебное разбирательство по делу МТБЮ было завершено, признав его виновным, и, хотя некоторые части его приговора были отменены, судья не уменьшил первоначальный приговор на 20 лет. Ему были предъявлены обвинения в преступлениях против человечности, нарушениях законов или обычаев войны и серьезных нарушениях Женевских конвенций, а также в «широкомасштабном присвоении собственности, не оправданной военной необходимостью» и «хищении государственной или частной собственности с помощью третьих лиц. категории ответственности за совместную преступную деятельность», по которой, учитывая его командирскую ответственность, он не предпринял никаких действий и не предотвратил. Он был оправдан по ряду обвинений, связанных с разрушением Старого моста. Поскольку он уже отбыл более двух третей срока в тюрьме (около 13 лет и несколько месяцев), он, вероятно, вскоре был бы освобожден.

## Смерть
29 ноября 2017 года во время оглашения приговора против него Праляк обратился к судьям со словами: «Судьи, Слободан Праляк не военный преступник. С презрением отвергаю ваш приговор!». Затем он покончил жизнь самоубийством прямо в зале суда — принял яд, что побудило председательствующего судью Кармела Агиуса приостановить слушания. Медицинский персонал МТБЮ доставил Праляка в ближайшую больницу HMC, где он скончался. Власти Нидерландов объявили зал суда местом преступления и начали расследование. Его тело было кремировано в Загребе на частной церемонии. 

## Реакция на смерть Праляка
Президент Хорватии Колинда Грабар-Китарович выразила свои соболезнования семье Праляка, назвав его «человеком, который предпочёл смерть жизни в качестве осуждённого за действия, которых, по его твёрдой уверенности, он не совершал».